# Тосар, Эктор

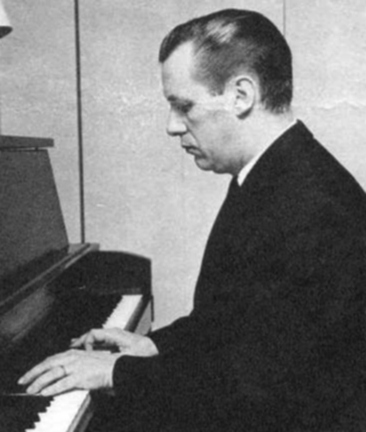
Эктор Тосар за фортепиано

 Эктор Альберто Тосар Эррекарт  (исп. Héctor Alberto Tosar Errecart) (18 июля 1923, Монтевидео — 17 января 2002, Монтевидео) — уругвайский композитор, пианист, дирижёр и педагог. Один из наиболее известных композиторов авангардной музыки Уругвая.

## Биография
Родился в Монтевидео в 1923 году. Он начал своё музыкальное образование у Вильгельма Колишера как пианист, учился гармонии и контрапункту у Томаса Мухики, композиции — у Ламберто Бальди.
В 1946 году он получил стипендию Гуггенхайма и продолжил образование в США, занимаясь композицией у Аарона Копленда.
Своё музыкальное образование закончил в Париже, где в 1949—1951 годах учился в Парижской консерватории и «Эколь нормаль». Его учителями по композиции были Д. Мийо, Ж. Ривье и А. Онеггер, по дирижированию — Ж. Фурне и Э. Биго.
В 1940 году состоялась его первая оркестровая работа — «Токката», после чего Тосар написал множество музыкальных произведений — хоровых, симфонических, камерных и фортепианных.
С 1951 по 1959 год Тосар преподавал историю музыки в Национальной консерватории в Монтевидео.
С 1952 по 1960 преподавал гармонию в Педагогическом Институте Монтевидео.
В 1961—1965 работал деканом консерватории в городе Сан-Хуан.
С 1966 — профессор в Национальной консерватории Монтевидео по классу композиции и по классу игры на органе.
С 1969 возглавлял оркестр Монтевидео.
Как пианист Тосар гастролировал не только у себя на родине, но и в Аргентине, Бразилии, Чили, Перу, Венесуэле и США. В 1966 году по приглашению ЮНЕСКО совершил шестимесячное турне по Индии и Японии, а в 1977 году — по ряду европейских стран.

## Произведения

### Теория музыки
«Звуки группы» (1992)

### Симфоническая музыка
- «Токката» для оркестра (1940)
- Концертино для фортепиано с оркестром (1941)
- «Креольский танец», оркестровый вариант (1943)
- «Одиночество», вариант для сопрано и струнного оркестра (1947)
- «Симфонический момент» (1949)
- Симфония № 2 для струнного оркестра (1950)
- «Ода друзьям», для чтеца, хора и оркестра (1951),
- «Ода Артигасу», для чтеца и оркестра (слова Л.Баусеро) (1952)
- Симфоническая серия для оркестра (1953)
- Концертная симфония для фортепиано с оркестром (1959)
- «Te Deum», для баса, хора и оркестра (1960)
- Четыре пьесы для оркестра (1961—1965)
- Интермедии для струнного оркестра (1967)
- Концерт для фортепиано с оркестром (1979)
- Каденции, для оркестра (1979)
- Пять пьес для скрипки и оркестра (1986—1987)

### Хоровая музыка
- 5 мадригалов, для церковного хора (на слова Э. де Касерес) (1956)
- Magnificat, для церковного хора (1957)
- Псалом 102, для сопрано, хора и оркестра (1946—1957)

### Камерная музыка
- «Креольский танец», для фортепиано (1941)
- Импровизации, для фортепиано (1941)
- 6 песен «Эль-Баррио-де-Санта-Крус», для голоса и фортепиано, (на слова X. М. Пемана) (1942)
- Ноктюрн и скерцо для скрипки, кларнета и фортепиано (1943)
- «Одиночество», для голоса и фортепиано (на слова Р. М. Рильке) (1943)
- Струнный квартет (1944),
- «Одиночество», вариант для сопрано и струнного квартета (1946)
- Соната для скрипки и фортепиано (1947—1948)
- Сонатина № 2 для фортепиано (1953)
- Соната для кларнета и фортепиано. (1957)
- Дивертисмент для духового квинтета (1957)
- Три пьесы для фортепиано (1961)
- «Ритм танго», для клавесина или фортепиано (1963)
- «Странствующие птицы», для баритона и 11 инструментов (на слова Р. Тагора), (1963)
- Квартет для флейты, гобоя, фагота и фортепиано (1969)
- «Зеркала», для квартета духовых инструментов (1972)
- Трио для гобоя, кларнета и фагота (1979-80)
- «Гандхара», для гитары (1984)
- Трио для гобоя, кларнета и фагота (1989)
- Септет для флейты, гобоя, кларнета, скрипки, альта, виолончели и фортепиано (1989)

### Электронная музыка
- «Великая флейта», для синтезатора Roland D-50 (1988)
- «Музыка фестиваля», для синтезатора Roland D-50 (1988)
- «Голоса и ветры» для синтезатора Roland D-50 (1989)